# Nonine
Die Nonine sind eine Stoffgruppe aus der Gruppe der Alkine. Es existieren insgesamt 72 isomere Verbindungen mit der Summenformel C9H16 und einer Dreifachbindung zwischen zwei Kohlenstoffatomen.
Bei den lineare Noninen kann sich die Dreifachbindung an vier unterschiedlichen Positionen befinden, es lassen sich vier Isomere unterscheiden:
- 1-Nonin
- 2-Nonin
- 3-Nonin
- 4-Nonin